# Niels Peter Madsen-Mygdal
Niels Peter Madsen-Mygdal, född 12 juli 1835, död 19 oktober 1913, var en dansk politiker. Han var far till Thomas Madsen-Mygdal.
Madsen-Mygdal var folkskollärare i Mygdal, Vendsyssel 1862-1902, var medlem av Landstinget 1882-1913, Landstingets vice talman 1902-10 och statsrevisor 1895-1912. Madsen-Mygdal, som stod Christen Berg nära, var 1895-1900 Venstres ledare i Landstinget, utträdde ur sitt parti 1909 med anledning av försvarsfrågan och slöt sig 1913 till Radikale Venstre. År 1912 utgav han Politiske Oplevelser.

## Utmärkelser
- Riddare av Dannebrogorden,  1902[6][7]
- Dannebrogsmännens hederstecken,  1907[6][7]

[Redigera Wikidata]